# Strage di Salerno
Con il nome di strage di Salerno si indica il conflitto a fuoco del 26 agosto 1982 tra terroristi delle Brigate Rosse, alcuni militari dell'Esercito italiano e una pattuglia della Polizia di Stato in località Torrione, a Salerno. Si ebbero tre morti, un componente dell'Esercito e due componenti delle forze di Polizia.

## Dinamica
L'azione fu pianificata da militanti del cosiddetto Partito della Guerriglia (PPG), che si era formato dall'unione fra la colonna napoletana delle Brigate Rosse, guidata da Giovanni Senzani, e il "fronte delle carceri" costituito da dissidenti brigatisti staccatisi nel 1981 dalle BR. L'intento era di impossessarsi delle armi dei militari.
Nel primo pomeriggio del 26 agosto, nei pressi di lungomare Marconi a Salerno, i terroristi attaccarono un convoglio dell'Esercito, costituito da un furgone e un'autovettura, in trasferimento dalla caserma "Generale Antonino Cascino" alla vicina caserma "Angelucci", nella quale avrebbe dovuto svolgere l'usuale servizio di guardia. Durante l'azione fu immediatamente colpito il caporale ventunenne Antonio Palumbo che sarebbe morto in ospedale a Napoli il 23 settembre successivo.
Uditi gli spari, sul luogo accorse una pattuglia della squadra volante della questura di Salerno, che si trovava fortuitamente in un bar nei pressi del luogo dell'assalto. I poliziotti iniziarono un violento conflitto a fuoco con i terroristi, durante il quale perse la vita l'agente Antonio Bandiera, di 24 anni; l'agente scelto Mario De Marco, di 30 anni, sarebbe morto quattro giorni dopo per le gravi ferite riportate. Nel corso dell'azione rimasero feriti altri due militari, un poliziotto, due civili e una terrorista. I brigatisti comunque riuscirono a impadronirsi di 4 fucili "FAL" Beretta BM 59 e 2 Garand in dotazione ai militari dell'Esercito.

### Vittime

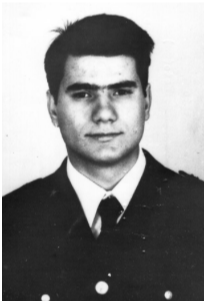
Antonio Bandiera

- Antonio Bandiera (Sangineto, 23 marzo 1958 – Salerno, 26 agosto 1982), Guardia di Pubblica Sicurezza

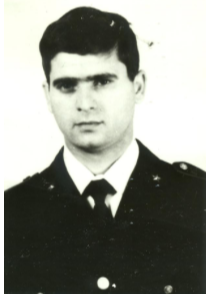
Mario De Marco

- Mario De Marco (Roccadaspide, 1º ottobre 1951 – Napoli, 29 agosto 1982), Guardia Scelta di Pubblica Sicurezza

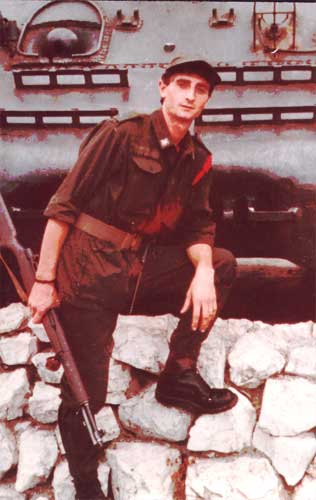
Antonio Palumbo

- Antonio Palumbo (Tuglie, 17 dicembre 1960 – Napoli, 23 settembre 1982), Caporale dell'89º Battaglione Fanteria "Salerno"[2]

## Procedimento giudiziario
Non si hanno notizie del processo e delle eventuali condanne.

## Memoria

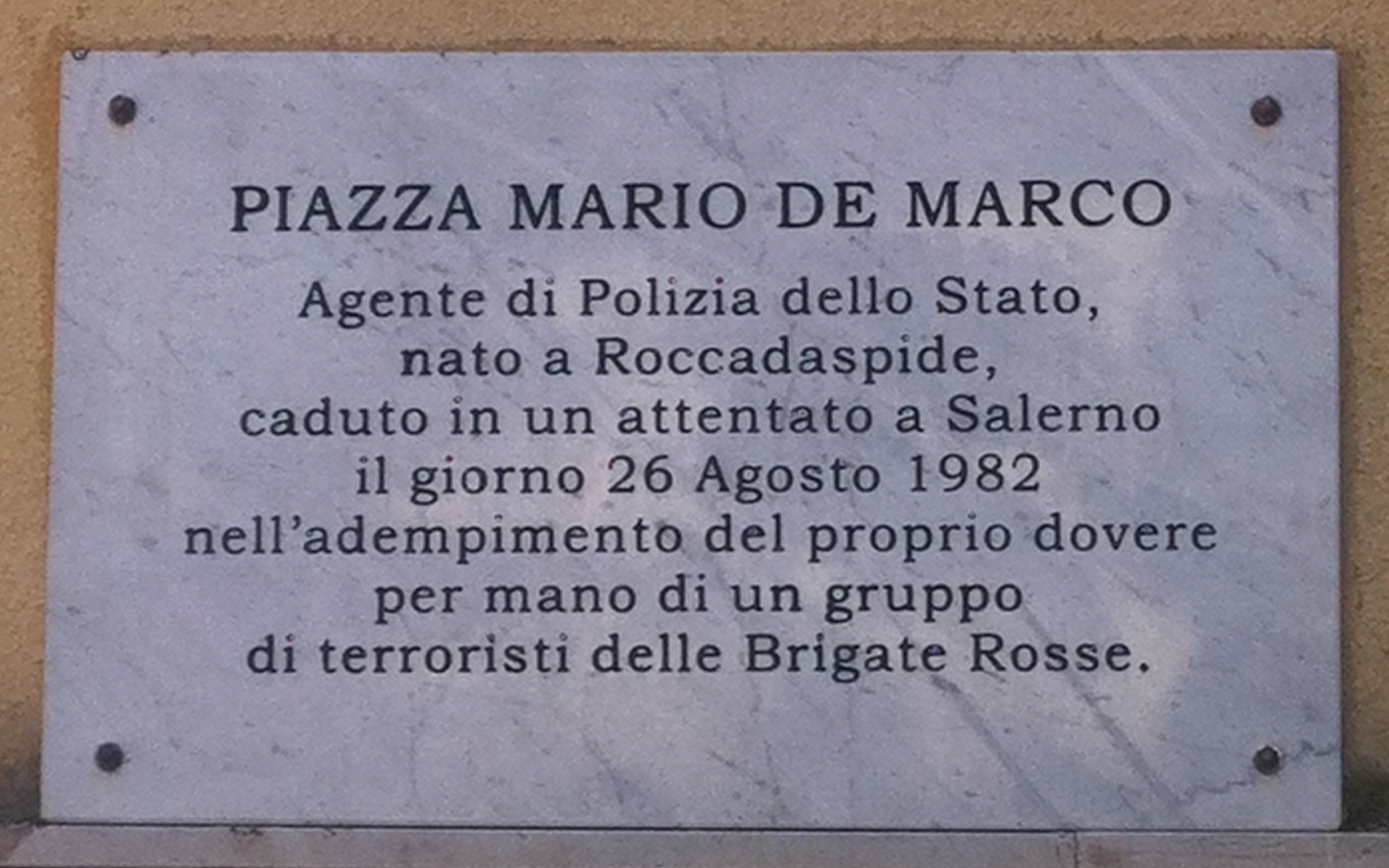
Lapide commemorativa dedicata a Mario De Marco nel comune di Roccadaspide.

Il 24 maggio 1983 Antonio Palumbo fu insignito della medaglia d'argento al valore dell'Esercito alla memoria. Il 15 dicembre 1988 la medaglia d'argento al valor civile alla memoria fu conferita ad Antonio Bandiera e Mario De Marco.
Negli anni successivi alla strage, il luogo dell'eccidio fu intitolato piazza Vittime del Terrorismo e vi fu eretto un monumento a ricordo delle vittime. Alla memoria del caporale Antonio Palumbo sono state intitolate la palestra del 19º Reggimento Cavalleggeri "Guide" (che ha sede nell'ex caserma "generale Antonino Cascino") e l'Associazione Commilitoni 89º Battaglione Fanteria Salerno. All'agente Mario De Marco è stata intitolata una piazza a Roccadaspide, suo comune di origine e il commissariato di polizia di Battipaglia; all'agente Antonio Bandiera sono intitolati il piazzale antistante il commissariato di polizia di Cosenza, quello di Paola di fronte alla Stazione Ferroviaria, nonché un viale nei pressi dello stadio Arechi di Salerno.